# 鹿沼站
鹿沼站（日语：／ Kanuma eki */?）是東日本旅客鐵道（JR東日本）日光線的鐵路車站，位於日本栃木縣鹿沼市上野町。

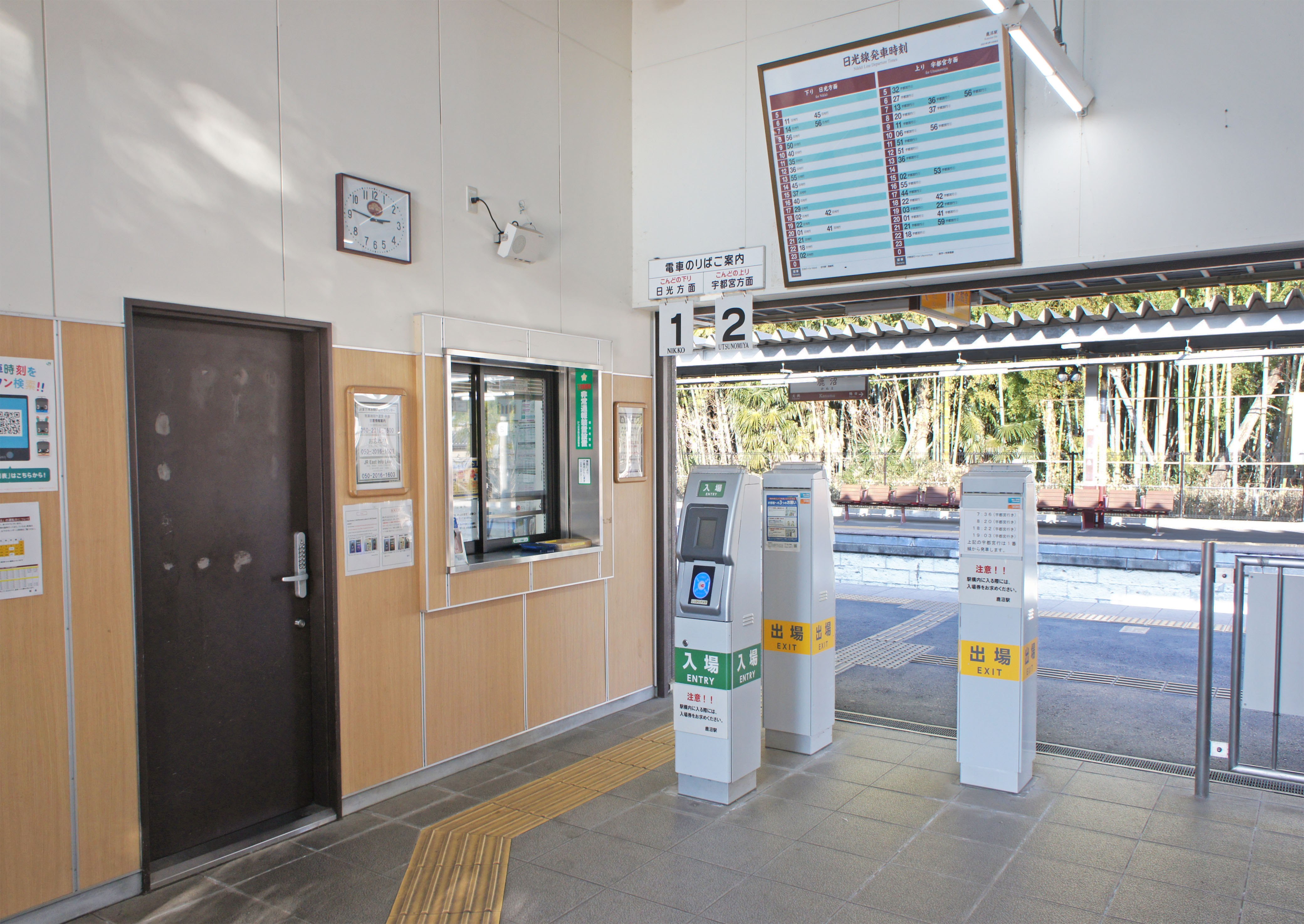
驗票口（2022年1月）

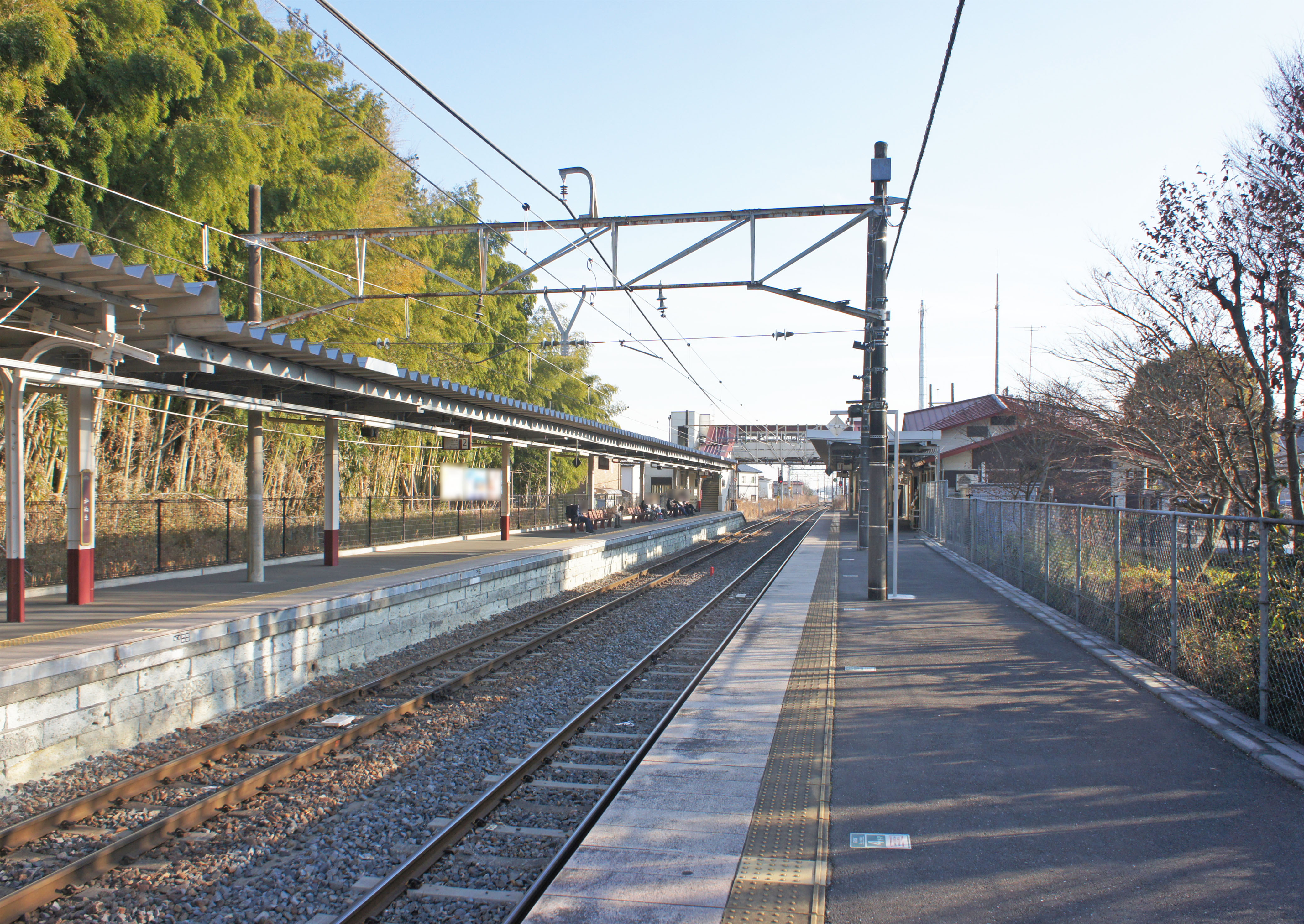
月台（2022年1月）

## 車站構造
本站為2面2線島式與側式月台的複合型月台地面車站。站內設有綠色窗口（營業時間：6:00－18:00）與簡易Suica剪票機。

### 月台配置
| 月台 | 路線    | 方向 | 目的地         | 備註              |
| ---- | ------- | ---- | -------------- | ----------------- |
| 1    | ■日光線 | 下行 | 今市、日光方向 |                   |
| 2    | ■日光線 | 上行 | 宇都宮方向     | 部分於1號月台開出 |

（來源：JR東日本:車站構內圖（页面存档备份，存于））

## 使用情況
根據JR東日本，2019年（令和元年）度1日平均上車人次為2,064人。此站在日光線內的中途站當中使用人數最多。
近年的推移如下表。
| 上車人次推移       | 上車人次推移     | 上車人次推移    |
| 年度               | 1日平均 上車人次 | 來源            |
| ------------------ | ---------------- | --------------- |
| 2000年（平成12年） | 2,482            | [ 利用客数 2 ]  |
| 2001年（平成13年） | 2,501            | [ 利用客数 3 ]  |
| 2002年（平成14年） | 2,513            | [ 利用客数 4 ]  |
| 2003年（平成15年） | 2,455            | [ 利用客数 5 ]  |
| 2004年（平成16年） | 2,390            | [ 利用客数 6 ]  |
| 2005年（平成17年） | 2,338            | [ 利用客数 7 ]  |
| 2006年（平成18年） | 2,306            | [ 利用客数 8 ]  |
| 2007年（平成19年） | 2,249            | [ 利用客数 9 ]  |
| 2008年（平成20年） | 2,173            | [ 利用客数 10 ] |
| 2009年（平成21年） | 2,082            | [ 利用客数 11 ] |
| 2010年（平成22年） | 2,039            | [ 利用客数 12 ] |
| 2011年（平成23年） | 2,012            | [ 利用客数 13 ] |
| 2012年（平成24年） | 2,055            | [ 利用客数 14 ] |
| 2013年（平成25年） | 2,141            | [ 利用客数 15 ] |
| 2014年（平成26年） | 2,061            | [ 利用客数 16 ] |
| 2015年（平成27年） | 2,092            | [ 利用客数 17 ] |
| 2016年（平成28年） | 2,083            | [ 利用客数 18 ] |
| 2017年（平成29年） | 2,109            | [ 利用客数 19 ] |
| 2018年（平成30年） | 2,106            | [ 利用客数 20 ] |
| 2019年（令和元年） | 2,064            | [ 利用客数 21 ] |

## 車站周邊
- 東武日光線新鹿沼站
- 鹿沼市役所
- 鹿沼市役所菊澤社區中心
- 鹿沼郵便局（日本郵便鹿沼支店併設）
- 鹿沼府所本町郵便局
- 鹿沼相互信用金庫站前支店
- 伊勢屋旅館（いせや旅館）
- 國道293號
- 栃木豐田租車（トヨタレンタリース栃木）鹿沼站前店

## 历史
- 1890年（明治23年）6月1日 - 啟用。
- 1987年（昭和62年）4月1日 - 因應國鐵分割民營化，成為東日本旅客鐵道車站。
- 2008年（平成20年）3月15日 - Suica開始使用。

## 相鄰車站
東日本旅客鐵道
■日光線
鶴田－鹿沼－文挾

### 使用情況
1. ↑  . 東日本旅客鉄道.   [2019-07-21]. （原始内容存档于2019-07-05）.
2. ↑  . 東日本旅客鉄道.   [2019-03-07]. （原始内容存档于2019-03-28）.
3. ↑  . 東日本旅客鉄道.   [2019-03-07]. （原始内容存档于2019-03-28）.
4. ↑  . 東日本旅客鉄道.   [2019-03-07]. （原始内容存档于2019-03-28）.
5. ↑  . 東日本旅客鉄道.   [2019-03-07]. （原始内容存档于2019-03-28）.
6. ↑  . 東日本旅客鉄道.   [2019-03-07]. （原始内容存档于2019-03-28）.
7. ↑  . 東日本旅客鉄道.   [2019-03-07]. （原始内容存档于2019-03-28）.
8. ↑  . 東日本旅客鉄道.   [2019-03-07]. （原始内容存档于2019-03-28）.
9. ↑  . 東日本旅客鉄道.   [2019-03-07]. （原始内容存档于2019-03-28）.
10. ↑  . 東日本旅客鉄道.   [2019-03-07]. （原始内容存档于2019-03-28）.
11. ↑  . 東日本旅客鉄道.   [2019-03-07]. （原始内容存档于2019-03-28）.
12. ↑  . 東日本旅客鉄道.   [2019-03-07]. （原始内容存档于2019-03-28）.
13. ↑  . 東日本旅客鉄道.   [2019-03-07]. （原始内容存档于2019-03-28）.
14. ↑  . 東日本旅客鉄道.   [2019-03-07]. （原始内容存档于2018-10-26）.
15. ↑  . 東日本旅客鉄道.   [2019-03-07]. （原始内容存档于2016-04-04）.
16. ↑  . 東日本旅客鉄道.   [2019-03-07]. （原始内容存档于2019-03-27）.
17. ↑  . 東日本旅客鉄道.   [2019-03-07]. （原始内容存档于2019-03-22）.
18. ↑  . 東日本旅客鉄道.   [2019-03-07]. （原始内容存档于2019-03-22）.
19. ↑  . 東日本旅客鉄道.   [2019-03-07]. （原始内容存档于2019-03-22）.
20. ↑  . 東日本旅客鉄道.   [2019-07-21]. （原始内容存档于2019-07-05）.
21. ↑  . 東日本旅客鉄道.   [2020-07-18]. （原始内容存档于2020-07-10）.

## 外部連結
- 車站資訊（鹿沼）：東日本旅客鐵道